# Crematogaster scapamaris
Crematogaster scapamaris is een mierensoort uit de onderfamilie van de Myrmicinae. De wetenschappelijke naam van de soort is voor het eerst geldig gepubliceerd in 1922 door Santschi.